# Tadea
Tadea – imię żeńskie, żeński odpowiednik imienia Tadeusz, którego pochodzenie jest prawdopodobnie aramejskie (i ma związek z aramejskim thad-daj – „człowiek o szerokiej piersi”), lub też hebrajskie (i wywodzi się od taddai, czyli „sprytny, mądry”). Imię Tadea jest notowane w Polsce co najmniej od 1738 roku.

## Tadeaimieninyobchodzi
- 11 maja, jako wspomnienie św. Tadeusza, wspominanego razem ze św. Demetriuszem i św. Attykiem[4]
- 12 czerwca, jako wspomnienie bł. Tadeusza Dulnego[5]
- 25 października, jako wspomnienie bł. Tadeusza Machara[4]
- 30 listopada, jako wspomnienie św. Tadeusza Liu Ruitinga[6]
- 29 grudnia, jako wspomnienie św. Tadeusza Studyty[4].

## Znane osoby noszące imię Tadea
- Tadeja Brankovič-Likozar – słoweńska biathlonistka
- Taddea Visconti (1351–1381) – szlachcianka włoska, córka współrządcy Mediolanu Bernabò Viscontiego i Beatrice della Scala, żona księcia Stefana III Bawarskiego
- Maria Osterwa-Czekaj, właśc. Maria Tadea Dorota Osterwa-Czekaj – dziennikarka, działaczka społeczna
- Amalia del Pilar Burbon, właśc.  Amalia Felipina del Pilar Blasa Bonisa Vita Rita Lutgard Romana Judas Tadea Alberta Josefa Ana Joaquina Los Doce Apostolicos Bonifacia Domenica Bibiana Veronica de Borbón y Borbón-Dos Sicilias – infantka hiszpańska